# Delfina Chaves

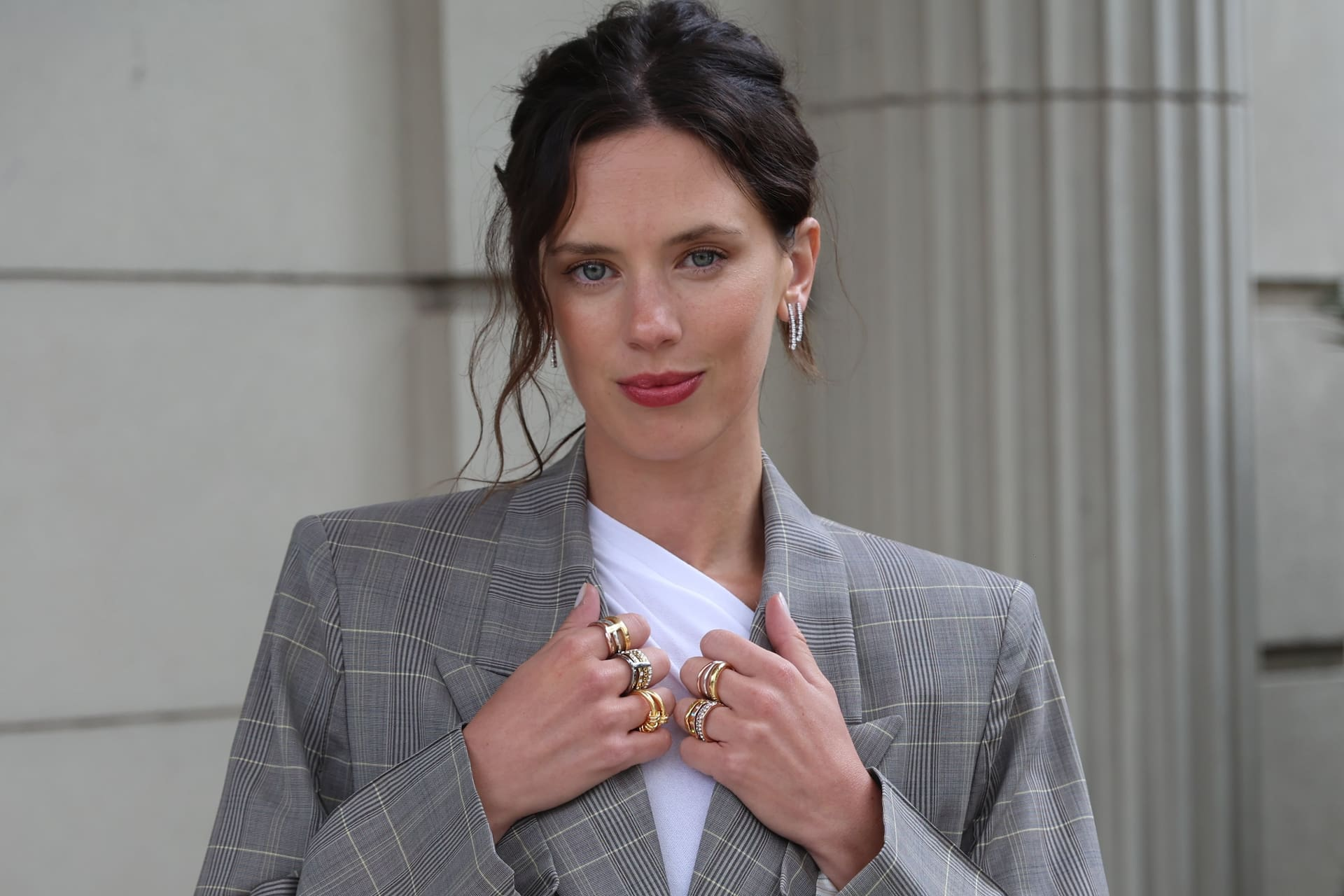
Delfina Chaves in einer Aufnahme von 2025

Delfina Chaves (* 19. Februar 1996) ist eine argentinische Schauspielerin.

## Leben
Delfina Chaves begann ihre Schauspielkarriere 2012 in der Sitcom Concubinos an der Seite ihrer Schwester Paula Chaves. Schauspielunterricht erhielt sie bei Oriana Sabatini. Im Folgejahr debütierte sie am Theater in Viaje de locura. 2014 stand sie im Musical Criatura emocional am Teatro Tabarís in Buenos Aires auf der Bühne.
In der Serie La Casa del Mar war sie 2015/16 als Laura Ramos zu sehen, 2017 spielte sie in der Serie Amar, después de amar die Rolle der Mía Kaplan. In der ersten argentinischen Netflix-Serie Edha übernahm sie die Rolle der Elena Abadi. 2019 gehörte sie in der Telenovela Argentina, tierra de amor y venganza als Lucía Morel in über 100 Folgen zur Hauptbesetzung. Im Netflix-Film Intuition wurde sie 2020 als Gloriana Márquez besetzt.
2023 war sie in der Serie Ringo – Sieg und Niederlage von Star+/Disney+ über den argentinischen Boxer Óscar „Ringo“ Bonavena als Dora Raffa de Bonavena zu sehen. In der niederländischen RTL-Serie Máxima (produziert von Millstreet Films in Amsterdam) übernahm sie an der Seite von Martijn Lakemeier als Willem-Alexander die Titelrolle der Máxima der Niederlande. Im Anschluss an die Dreharbeiten zur ersten Staffel wurden Lakemeier und Chaves auch privat ein Paar.

## Filmografie (Auswahl)
- 2012: Concibunos
- 2015–2016: La Casa del Mar (Miniserie)
- 2017: Amar, después de amar (Fernsehserie)
- 2018: Edha (Fernsehserie)
- 2019: Argentina, tierra de amor y venganza (Fernsehserie)
- 2020: Intuition (La corazonada)
- 2021: Adentro (Fernsehserie)
- 2021: Victoria (Miniserie)
- 2021: Días de gallos (Fernsehserie)
- 2022: El Secreto de la Familia Greco (Fernsehserie)
- 2023: Ringo – Sieg und Niederlage (Fernsehserie, Ringo. Gloria y muerte)
- 2024: Six Is Not a Crowd / Felices los 6 (Miniserie)
- 2024: Máxima (Fernsehserie)